# Frederika Hesensko-Darmstadtská
Frederika Hesensko-Darmstadtská (20. srpna 1752 – 22. května 1782) byla členkou rodu Hesenských.

## Život
Frederika se narodila v Darmstadtu jako nejstarší dcera prince Jiřího Viléma Hesensko-Darmstadtského a Marie Luisy Albertiny Leiningensko-Falkenbursko-Dagsburské.
18. září 1768 se v Darmstadtu provdala za Karla Meklenbursko-Střelického. Měli spolu deset dětí. Dvě jejich dcery se staly královnami – Luisa pruskou a Frederika hannoverskou.
Frederika zemřela v Hannoveru na poporodní komplikace. Po její smrti se její manžel v roce 1784 oženil s její mladší sestrou Šarlotou. Roku 1794 se stal vévodou Karlem II. Meklenbursko-Střelickým a na Vídeňském kongresu v roce 1815 byl povýšen na velkovévodu.
Frederika zemřela ve 29 letech, tři dny po porodu desátého dítěte dcery Augusty, která žila pouze jeden den. Frederika byla pohřbena v kryptě kostela svatého Jana Křtitele v Mirow.

## Potomci
Frederika měla deset dětí, z nichž se pět dožilo dospělosti:
| Jméno                                                                                            | Portrét | Životní data                         | Poznámka |
| ------------------------------------------------------------------------------------------------ | ------- | ------------------------------------ | --- |
| Šarlota Georgina Meklenbursko-Střelická sasko-hildburghausenská vévodkyně                        |         | 17. listopadu 1769 – 14. května 1818 | V roce 1785 se provdala za Fridricha Sasko-Altenburského, s nímž měla 12 dětí; |
| Karolína Augusta                                                                                 |         | 17. února 1771 – 11. ledna 1773      | Zemřela v dětství |
| Jiří Karel                                                                                       |         | 4. března 1772– 21. května 1773      | Zemřel v dětství |
| Tereza Meklenbursko-Střelická kněžna z Thurn und Taxis                                           |         | 5. dubna 1773 – 12. února 1839       | Provdala se za Karla Alexandra, 5. knížete z Thurn und Taxis, měla potomky; |
| Fridrich Jiří                                                                                    |         | 1. září 1774 – 5. listopadu 1775     | Zemřel v dětství |
| Luisa Meklenbursko-Střelická pruská královna                                                     |         | 10. března 1776 – 19. července 1810  | V roce 1793 se provdala za Fridricha Viléma III., s nímž měla 10 dětí; |
| Frederika Meklenbursko-Střelická pruská princezna kněžna ze Solms-Braunfels hannoverská královna |         | 3. března 1778 – 29. června 1841     | Poprvé se provdala v roce 1793 za Ludvíka Karla Pruského, s ním měla 3 děti; podruhé se provdala v roce 1798 za Fridricha Viléma ze Solms-Braunfels, s nímž měla 8 dětí; potřetí se provdala v roce 1815 za Arnošta Augusta I. Hannoverského, s nímž měla 1 syna; |
| Jiří Meklenbursko-Střelický meklenburský velkovévoda                                             |         | 12. srpna 1779 – 6. září 1860        | V roce 1817 se oženil s Marií Hesensko-Kaselskou, s níž měl 4 děti; |
| Fridrich Karel                                                                                   |         | 7. ledna 1781 – 24. března 1783      | Zemřel v dětství |
| Augusta Albertina                                                                                |         | 19. května 1782 – 20. května 1782    | Zemřela v dětství |

## Vývod z předků
|                                 |                                                                             |  |                                                 |                                                    |  |  |  |  |  |  |  | Ludvík VI. Hesensko-Darmstadtský |
|                                 |                                                                             |  |                                                 |                                                    |  |  |  |  |  |  |  |                                  |
|                                 | Arnošt Ludvík Hesensko-Darmstadtský                                         |  |                                                 |                                                    |  |  |  |  |  |  |  |                                  |
|                                 |                                                                             |  |                                                 |                                                    |  |  |  |  |  |  |  |                                  |
|                                 |                                                                             |  |                                                 | Alžběta Dorotea Sasko-Gothajsko-Altenburská        |  |  |  |  |  |  |  |                                  |
|                                 |                                                                             |  |                                                 |                                                    |  |  |  |  |  |  |  |                                  |
|                                 | Ludvík VIII. Hesensko-Darmstadtský                                          |  |                                                 |                                                    |  |  |  |  |  |  |  |                                  |
|                                 |                                                                             |  |                                                 |                                                    |  |  |  |  |  |  |  |                                  |
|                                 |                                                                             |  |                                                 | Albrecht II. Braniborsko-Ansbašský                 |  |  |  |  |  |  |  |                                  |
|                                 |                                                                             |  |                                                 |                                                    |  |  |  |  |  |  |  |                                  |
|                                 | Dorotea Šarlota Braniborsko-Ansbašská                                       |  |                                                 |                                                    |  |  |  |  |  |  |  |                                  |
|                                 |                                                                             |  |                                                 |                                                    |  |  |  |  |  |  |  |                                  |
|                                 |                                                                             |  |                                                 | Žofie Markéta z Oettingen-Oettingenu               |  |  |  |  |  |  |  |                                  |
|                                 |                                                                             |  |                                                 |                                                    |  |  |  |  |  |  |  |                                  |
|                                 | Jiří Vilém Hesensko-Darmstadtský                                            |  |                                                 |                                                    |  |  |  |  |  |  |  |                                  |
|                                 |                                                                             |  |                                                 |                                                    |  |  |  |  |  |  |  |                                  |
|                                 |                                                                             |  |                                                 | Jan Reinhard II. Hanavsko-Lichtenberský            |  |  |  |  |  |  |  |                                  |
|                                 |                                                                             |  |                                                 |                                                    |  |  |  |  |  |  |  |                                  |
|                                 | Johan Reinhard III. z Hanau-Lichtenbergu                                    |  |                                                 |                                                    |  |  |  |  |  |  |  |                                  |
|                                 |                                                                             |  |                                                 |                                                    |  |  |  |  |  |  |  |                                  |
|                                 |                                                                             |  |                                                 | Anna Magdalena Falcko-Birkenfeldsko-Bischweilerská |  |  |  |  |  |  |  |                                  |
|                                 |                                                                             |  |                                                 |                                                    |  |  |  |  |  |  |  |                                  |
|                                 | Šarlota z Hanau-Lichtenbergu                                                |  |                                                 |                                                    |  |  |  |  |  |  |  |                                  |
|                                 |                                                                             |  |                                                 |                                                    |  |  |  |  |  |  |  |                                  |
|                                 |                                                                             |  |                                                 | Jan Fridrich Braniborsko-Ansbašský                 |  |  |  |  |  |  |  |                                  |
|                                 |                                                                             |  |                                                 |                                                    |  |  |  |  |  |  |  |                                  |
|                                 | Dorothea Frederika Braniborsko-Ansbašská                                    |  |                                                 |                                                    |  |  |  |  |  |  |  |                                  |
|                                 |                                                                             |  |                                                 |                                                    |  |  |  |  |  |  |  |                                  |
|                                 |                                                                             |  |                                                 | Johana Ažběta Bádensko-Durlašská                   |  |  |  |  |  |  |  |                                  |
|                                 |                                                                             |  |                                                 |                                                    |  |  |  |  |  |  |  |                                  |
| Frederika Hesensko-Darmstadtská |                                                                             |  |                                                 |                                                    |  |  |  |  |  |  |  |                                  |
|                                 |                                                                             |  |                                                 |                                                    |  |  |  |  |  |  |  |                                  |
|                                 |                                                                             |  | Jiří Vilém Leiningensko-Dagsbursko-Falkenburský |                                                    |  |  |  |  |  |  |  |                                  |
|                                 |                                                                             |  |                                                 |                                                    |  |  |  |  |  |  |  |                                  |
|                                 | Johan Leiningensko-Dagsbursko-Falkenburský                                  |  |                                                 |                                                    |  |  |  |  |  |  |  |                                  |
|                                 |                                                                             |  |                                                 |                                                    |  |  |  |  |  |  |  |                                  |
|                                 |                                                                             |  |                                                 | Anna Alžběta z Daun-Falkensteinu                   |  |  |  |  |  |  |  |                                  |
|                                 |                                                                             |  |                                                 |                                                    |  |  |  |  |  |  |  |                                  |
|                                 | Kristián Karel Reinhard Leiningensko-Dachsbursko-Falkenbursko-Heidesheimský |  |                                                 |                                                    |  |  |  |  |  |  |  |                                  |
|                                 |                                                                             |  |                                                 |                                                    |  |  |  |  |  |  |  |                                  |
|                                 |                                                                             |  |                                                 | Jan Reinhard II. Hanavsko-Lichtenberský            |  |  |  |  |  |  |  |                                  |
|                                 |                                                                             |  |                                                 |                                                    |  |  |  |  |  |  |  |                                  |
|                                 | Johana Magdalena z Hanau-Lichtenbergu                                       |  |                                                 |                                                    |  |  |  |  |  |  |  |                                  |
|                                 |                                                                             |  |                                                 |                                                    |  |  |  |  |  |  |  |                                  |
|                                 |                                                                             |  |                                                 | Anna Magdalena Falcko-Birkenfeldsko-Bischweilerská |  |  |  |  |  |  |  |                                  |
|                                 |                                                                             |  |                                                 |                                                    |  |  |  |  |  |  |  |                                  |
|                                 | Marie Luisa Albertina Leiningensko-Falkenbursko-Dagsburská                  |  |                                                 |                                                    |  |  |  |  |  |  |  |                                  |
|                                 |                                                                             |  |                                                 |                                                    |  |  |  |  |  |  |  |                                  |
|                                 |                                                                             |  |                                                 | Jan August Solmsko-Rödelheimský                    |  |  |  |  |  |  |  |                                  |
|                                 |                                                                             |  |                                                 |                                                    |  |  |  |  |  |  |  |                                  |
|                                 | Jiří Ludvík ze Solms-Rödelheim a Assenheim                                  |  |                                                 |                                                    |  |  |  |  |  |  |  |                                  |
|                                 |                                                                             |  |                                                 |                                                    |  |  |  |  |  |  |  |                                  |
|                                 |                                                                             |  |                                                 | Eleonora Barbora Marie Kratzová ze Scharffensteinu |  |  |  |  |  |  |  |                                  |
|                                 |                                                                             |  |                                                 |                                                    |  |  |  |  |  |  |  |                                  |
|                                 | Kateřina Polyxena ze Solms-Rödelheim                                        |  |                                                 |                                                    |  |  |  |  |  |  |  |                                  |
|                                 |                                                                             |  |                                                 |                                                    |  |  |  |  |  |  |  |                                  |
|                                 |                                                                             |  |                                                 | Bedřich z Ahlefeldtu                               |  |  |  |  |  |  |  |                                  |
|                                 |                                                                             |  |                                                 |                                                    |  |  |  |  |  |  |  |                                  |
|                                 | Šarlota Sibyla Ahlefeldtská                                                 |  |                                                 |                                                    |  |  |  |  |  |  |  |                                  |
|                                 |                                                                             |  |                                                 |                                                    |  |  |  |  |  |  |  |                                  |
|                                 |                                                                             |  |                                                 | Marie Alžběta Leiningensko-Dagsbursko-Hartenburská |  |  |  |  |  |  |  |                                  |
|                                 |                                                                             |  |                                                 |                                                    |  |  |  |  |  |  |  |                                  |